# Hakan Altun
Hakan Altun (* 13. August 1972 in Istanbul) ist ein türkischer Sänger der arabesken Musik.

## Leben und Karriere
Seine Familie stammt ursprünglich aus Siirt. 
In seiner Musiklaufbahn arbeitet er mit bekannten türkischen Künstlern wie Yıldız Tilbe, Bengü, İzel oder Ahmet Selçuk İlkan zusammen. Mit dem Sänger Cengiz Kurtoğlu entstand im Jahr 2018 das erfolgreiche Kollaborations-Album Usta Çırak. Im Jahr 2021 startete die TV-Show Şarkılar Bizi Söyler, die er gemeinsam mit den Musikern Sibel Can und Hüsnü Şenlendirici moderiert.

## Diskografie

### Alben
- 1995: Uymadı Güzelim (mit Aykut & Ayşe)
- 1997: Günahı Boynuma (mit Aykut & Ayşe)
- 1999: Hakan
- 2000: Ağlamak Yok Yüreğim
- 2002: Nefesimsin
- 2003: Yaralı Bir Aşkın Öyküsü
- 2004: Hediye
- 2006: Küstüm Aşklara
- 2007: Aşk, Ayrılık ve Adam
- 2008: Aklın Bende Kalmasın
- 2010: Tercihimdir
- 2012: Senden Sonrası
- 2014: Dedemin İlahileri – Dedem Hafız Zeki Altun Anısına... (Konzeptalbum)
- 2015: Aşk Lütfen Gel
- 2017: Konu: Aşk
- 2022: Çok Ağlarız

### Kollaborationen
- 2018: Usta Çırak (mit Cengiz Kurtoğlu)

### Singles
| - 1995: Çilli Bom (mit Aykut & Ayşe) - 1999: Hani Bekleyecektin - 1999: Yol Verin Bana Dağlar - 1999: Can Kuşum - 1999: Bana Göresin - 2000: Köle Gibi (Hintergrundstimme: İzel) - 2000: Ağlamak Yok Yüreğim - 2000: Her Sevda Bir Ölümmüş - 2000: Gönül Yarası - 2001: Gül Belalıdır - 2001: Gülüm Benim - 2001: Aşk Delisiyim - 2002: Teklif Ediyorum - 2002: Nefesimsin - 2002: Kıyamadım - 2003: Bir Telefon - 2003: Kördüğüm - 2003: Ayrılık Olmasaydı - 2003: Fenalardayım - 2004: Sen de Ağla - 2004: Hediye - 2004: Yürek Ağlar Gözden Önce - 2004: Dönüşüm Muhteşem Olacak - 2005: Farkında Mısın (mit Bedirhan Gökçe) - 2006: Yollara Taşlara - 2006: Son Buse - 2006: Kabul Et - 2008: Diyelim Ki - 2008: Haberi Olsun - 2008: Maçka Yolları Taşlı - 2010: Yalan Dünya (mit Yıldıran Güz) - 2010: Başka Ten Uymuyor - 2010: Tercihimdir - 2011: Gözlerin Kal Diyor – Gözler Kalbin Aynasıdır (mit Ahmet Selçuk İlkan) - 2012: Ruh İkizi (mit Yıldız Tilbe) - 2013: Silinmiyor Hatıralar (mit Genco Arı) - 2013: Hadi Geri Ver | - 2014: Neyleyeyim Dünyayı - 2015: Mevsimler (mit Pelin Elitez) - 2015: Aşk Lütfen Gel - 2016: Yıkıla Yıkıla - 2016: Aşk Bahçemsin - 2016: Yıkılmışım Ben (mit Erdinç Şenyaylar, Burhan Bayar & Ahmet Koç) - 2017: Beşiktaş Sensin Aşk - 2017: Gidemezsin - 2017: Vur - 2017: Sanki (mit Bengü) - 2017: Sabahçı Kahvesi - 2018: Hep Var Olacaksın - 2018: Dayan Yüreğim - 2018: Geceler (mit Hüzün) - 2018: Gemileri Yakma (mit Gökçe Bekaroğlu) - 2018: Yorgun Yıllarım (mit Cengiz Kurtoğlu) - 2018: Duyanlara Duymanlara (mit Cengiz Kurtoğlu) - 2019: Gelin Olmuş Gidiyorsun - 2019: Kavuşmalıyız (mit Derya Bedavacı) - 2020: Haydi Abbas (mit Mustafa İpekçioğlu) - 2020: Son Şarkım (mit Tarık Sezer Orkestrası) - 2020: Ne Gelen Ne Soran Var - 2020: Erkeklik Başa Bela - 2021: Seviyoruz Hâlâ (mit Ayla Çelik) - 2022: Çok Ağlarız - 2022: Halil İbrahim - 2023: Her Sevda Bir Ölümmüş (mit Deniz Aygül) - 2023: Bu Aşk Yerde Kalmaz (mit Sinan Akçıl & Bengü) - 2023: Yalnızım (mit Ibrahim Erkal) - 2023: Şimdi Uzaklardasın (mit Emel Şenocak) - 2023: Saklanacağım - 2024: Can Bildim - 2024: Rota Yeniden Oluşturuldu - 2025: Kadınım - 2025: Sevdalım - 2025: Ahım Olsun (mit Hülya Avşar) - 2025: Sevdim Sevdim |

Quelle:

### Gastauftritte
- 2000: Klozete Şarkı (von Süheyl & Behzat Uygur – Hintergrundstimme)
- 2000: Göztepe Şarkısı (von Süheyl & Behzat Uygur – Hintergrundstimme)
- 2002: Kara Gözlü Yar (von Arto – Hintergrundstimme)
- 2003: Yaz Gülü (von Elif Karlı – Hintergrundstimme)
- 2003: Seviyorum (von Soner Arıca – Hintergrundstimme)
- 2006: İstifa (von Asuman Krause – Hintergrundstimme)
- 2015: Hayat İki Bilet (von Deniz Seki – im Musikvideo)
- 2022: Ne Oldu Yaram (von Cem Yılmaz – Hintergrundstimme)
- 2023: Gül Belalıdır (von Petek Dinçöz – Hintergrundstimme)

## Auszeichnungen
- 2015: Altın Kelebek Award in der Kategorie Bester Fantezi-Musiker
- 2018: Altın Kelebek Award in der Kategorie Bester Fantezi-Musiker
- 2020: Altın Kelebek Award in der Kategorie Bestes Musikprojekt (für Usta Çırak)
- 2020: Altın Kelebek Award in der Kategorie Bester Fantezi-Musiker
- 2021: Altın Kelebek Award in der Kategorie Bester Fantezi-Musiker
- 2023: Altın Kelebek Award in der Kategorie Bester Fantezi-Musiker
- 2024: Altın Kelebek Award in der Kategorie Bester Fantezi-Musiker